# Sumari

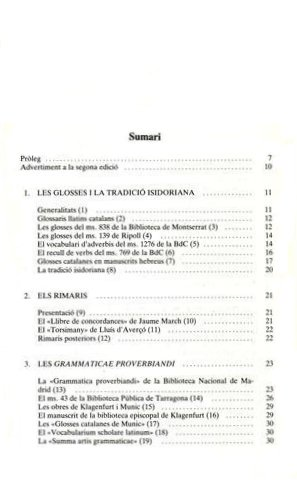
Primera pàgina d'un sumari de llibre

El sumari, taula, taula de continguts, o fins i tot índex és un element propi del llibre i, a voltes, de la revista, consistent en la llista d'encapçalaments o seccions principals de què consta el document (toms, parts, capítols, epígrafs…), presentats en el mateix ordre successiu en què figuren al cos de l'obra, i amb indicació de la pàgina corresponent.
En la tradició romànica, el sumari es col·loca al final del llibre; en la tradició anglosaxona, a l'inici, sigui immediatament després de la portada o bé darrere algun altre preliminar. Darrerament hi ha una certa tendència a adoptar aquest ús anglosaxó, atès que el sumari constitueix una guia general del contingut i de l'estructura de l'obra; d'aquesta manera, a més, hom evitaria que el sumari s'acumulés innecessàriament amb l'índex alfabètic al final del volum.
També rep el nom de sumari la llista de temes tractats en un capítol, situada a l'inici d'aquest, a manera d'epígrafs agrupats. Es tracta d'un element en pràctic desús avui dia.

## Història
El sumari, lògicament, és fruit de la paginació, i es desenvolupa conjuntament amb aquesta, és a dir, no es generalitza fins a mitjan segle xvi. El terme mateix de sumari es documenta per primera volta a cavall dels segles XV i XVI: el català sumari al diccionari de Brusa (1507); l'anglès table of contents en un imprès de Caxton (1481).

## Precisions terminològiques
De fet, podríem considerar que taula és un terme més genèric que sumari; el sumari és la taula dels continguts globals de l'obra, mentre que hi pot haver, a més a més, diverses taules especialitzades: taula de làmines, taula d'il·lustracions, taula de mapes, etc., etc. Així, taula (per oposició a sumari) fóra l'equivalent de l'anglès list, del francès table, de l'italià elenco, etc.
Convé puntualitzar que el sumari del català equival a l'anglès table of contents, al francès table des matières, al portuguès sumário, etc. Així doncs, cal evitar de confondre'l amb l’índex alfabètic. En italià és normatiu emprar indice per a designar el sumari; això també s'esdevé en espanyol (índice), sobretot col·loquialment, mentre que en contextos acadèmics, o bé se segueix l'ús col·loquial, o bé es fa la distinció internacional (sumario).